# Schloss Bischofstein

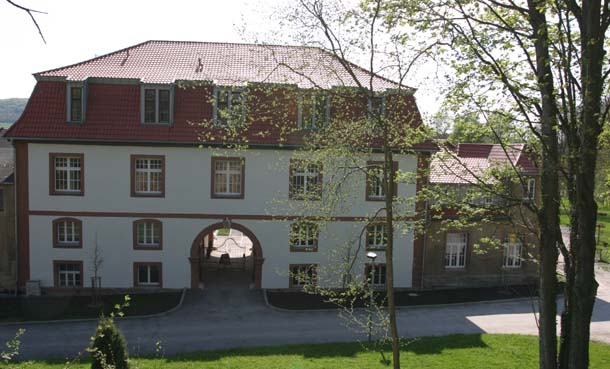
Portalbau des Schlosses Bischofstein

Schloss Bischofstein ist ein Schloss oberhalb des Orts Lengenfeld unterm Stein im Eichsfeld in Nordwestthüringen.

## Geschichte
Das Schloss wurde 1747 als Sommerresidenz und Sitz der Vögte des Mainzer Kurfürsten Johann Friedrich Karl von Ostein (1689–1763) vom Dingelstädter Baumeister Johann Christoph Heinemann (1695–1777) erbaut. Die im Bauwerk verwendeten Steine entstammen der nahegelegenen Wüstung der Stadt Stein und der Burg Stein, die während des Dreißigjährigen Kriegs teilweise zerstört wurde.
Besitzer war in dieser Zeit der Erzbischof von Mainz, dessen Wappen sich über dem Haupteingang befindet. 1802 wurde das Schloss durch die Säkularisation preußische Staatsdomäne und von 1815 an als Landsitz und Rittergut genutzt. Ab 1907 wurde das Schloss zu einem Landerziehungsheim umstrukturiert und nach dem reformpädagogischen Leitkonzept von Hermann Lietz bis nach dem Zweiten Weltkrieg geführt. Einer der Schüler aus der Zeit vor dem Ersten Weltkrieg war Curt Bondy.

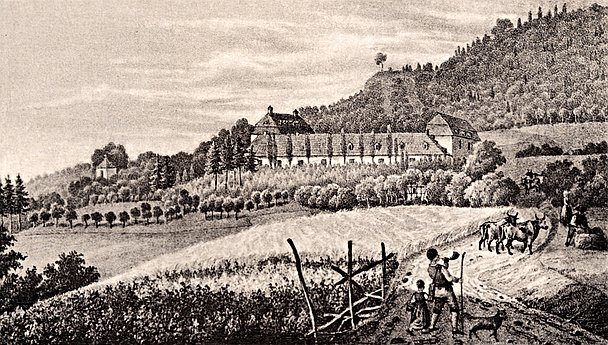
Schloss Bischofstein (Lithographie, 19. Jahrhundert)

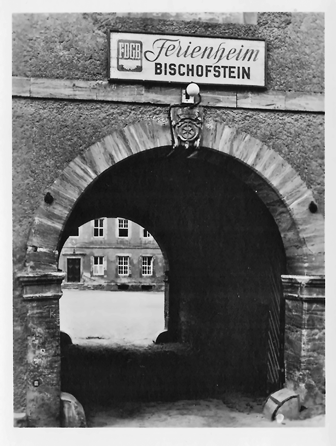
FDGB-Erholungsheim "Bischofstein" (1958)

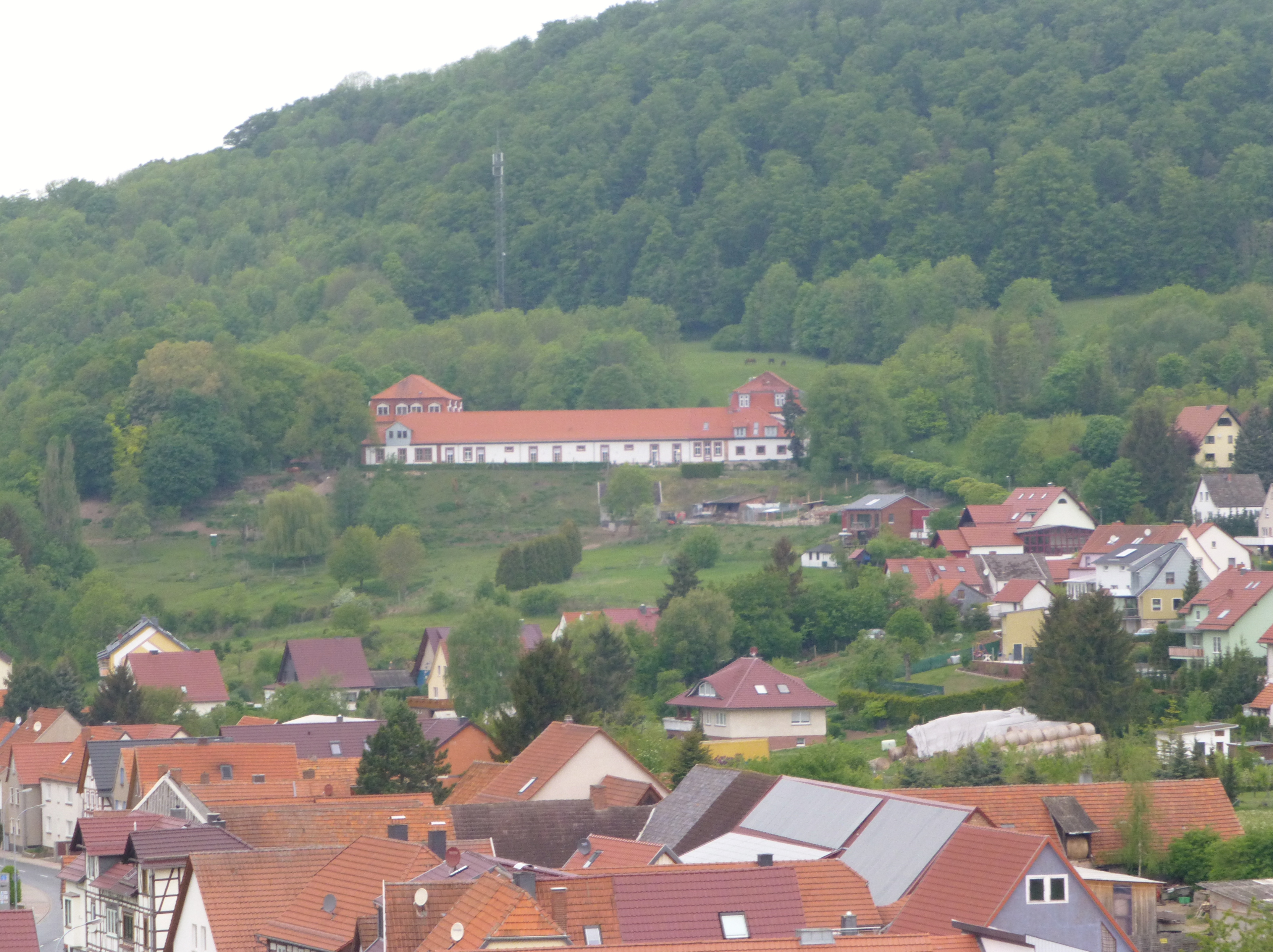
Schloss Bischofstein

Inhaber und Leiter des Internates als Privatschule war neben dem Pädagogen Gustav Marseille seit 1920 auch der klassische Philologe Wilhelm Ripke (1886–1965). Ripke hatte sich bei seinem Studium in Sankt Petersburg am demokratischen Protest gegen den Zaren beteiligt und wurde in den 1920er Jahren zu einem überzeugten Gegner des Nationalsozialismus. In seinem Haus gab es keinen Hitler-Gruß, drei jüdische Schüler wurden nicht von der Schule entfernt und es verblieben in der Bibliothek die Bücher von den Nationalsozialisten verfemter Autoren. Zu seinem Freundeskreis gehörte Käthe Kollwitz, die während des Zweiten Weltkrieges für eine Zeit auf Schloss Bischofstein lebte. 1934 erhielt er Unterrichtsverbot, 1943 musste er das Schloss verlassen, das zur „SS-Heimschule“ wurde.
Nach dem Krieg wurde auf dem Dachboden des nahe gelegenen Klosters Zella eine Kiste verschollen geglaubter Grafiken von Käthe Kollwitz wiedergefunden. Zu DDR-Zeiten wurde es als FDGB-Erholungsheim "Bischofstein (um 1960) genutzt und bis 1990 war im Schloss die FDGB-Bezirksschule Erfurt "Käthe Kollwitz" untergebracht.
Nach der Wende war die Treuhand verantwortlich für die ehemals in ostdeutschem Besitz befindlichen Immobilien, so auch für Schloss Bischofstein. 1991 wurde das Gebäude von Freimaurern gepachtet. Das Priorat für Kultur und Soziales mit Sitz in Mühlhausen plante zunächst eine Kombination von Kur-, Sport- und Ferienhaus. Später sollte das Schloss eine Begegnungsstätte für Kultur, Bildung und Kunst für Schüler aus ganz Europa werden. Allerdings wurde die Umsetzung der Pläne immer von verschiedenen Faktoren, wie zum Beispiel Fördergeldern, abhängig gemacht und immer wieder verschoben. Schließlich zogen sich die Freimaurer vom Schloss zurück. Im Zuge der scheinbar angestrebten Renovierungsarbeiten hatten sie allerdings mehr zerstört als erneuert.
1994 wurde von Seiten des Freistaats Thüringen eine Nutzung des Schlosses als eine Begegnungsstätte für europäische Jugendliche, eine Jugend-Denkmalpflegewerkstatt oder eine Fahrradwerkstatt ins Gespräch gebracht. Aus diesen Plänen wurde jedoch nichts, und das Schloss verfiel in den folgenden Jahren in eine Art Dornröschenschlaf.
1999 wurde der Verein Internat Schloss Bischofstein gegründet, der das Ziel verfolgte, das Schloss wieder als Internat zu nutzen, im Jahr 2000 kaufte der Verein schließlich das Schloss von der Treuhandanstalt. Im Frühjahr 2003 begann eine aus dem Verein hervorgegangene Investorengemeinschaft aus zum größten Teil ehemaligen Internatsschülern („Altbischofsteiner“) damit, das Schloss schrittweise zu sanieren. Zu Beginn des Schuljahrs 2003/2004 konnte das Internat mit zunächst sechs Schülern, die im renovierten Nordflügel wohnten, wieder eröffnet werden. Die Ausbildung der Internatsschüler wurde in Zusammenarbeit mit dem Käthe-Kollwitz-Gymnasium in Lengenfeld unterm Stein, der Regelschule Rodeberg und der Grundschule in Lengenfeld unterm Stein gewährleistet. Ab 2005 wurde der westliche Seitenflügel renoviert und einige Unterrichtsräume zur Betreuung von Internatsschülern fertiggestellt. Der Internatsbetrieb musste auf Grund zu weniger Schüler und zu hoher Kosten am Ende des Schuljahres 2006/2007 eingestellt werden.
Seit Ende 2008 wurde mit dem Umbau zum Altenheim ein völlig neues Konzept verfolgt. Heute (2018) wird es als Pflegezentrum genutzt.

### Das kurmainzische Amt Bischofstein
Nachdem Erzbischof von Eppstein die Burg Stein erworben hatte, wurde aus dem Burgbezirk das kurmainzische Amt geschaffen. Zum Amt Bischofstein zählten die Dörfer Bebendorf, Diedorf, Döringsdorf, Ershausen, Faulungen, Geismar, Großbartloff, Heyerode, Hildebrandshausen, Katharinenberg, Krombach, Lehna, Misserode, Lengenfeld, Wilbich. 1583 wurden die Dörfer Frieda (ehemals eichsfeldisch) und Döringsdorf (ehemals hessisch) zwischen Kurmainz und dem hessischen Landgrafen getauscht. Weiterhin gehörten zum Amt Bischofstein unter anderem die heutigen Wüstungen Stadt Stein und Kubsdorf. Ab dem 17. Jahrhundert wurde das benachbarte Amt Greifenstein vom Amt Bischofstein mit verwaltet. Nach Errichtung des Schlosses Bischofstein wurde die Burg Bischofstein komplett aufgegeben und die Verwaltung des Amtes in das Schloss verlegt.
Amtsleute waren in den Anfangsjahren unter anderem die Herren von Hanstein, in späteren Jahren wurden Beamte des Kurfürsten eingesetzt. Die Behörde setzte sich aus folgenden Personen zusammen: dem Amtsvogt, dem Amtsrichter, dem Amtsaktuar, dem Amtsschreiber und dem Amtspedell. Dem Amt oblag auch die niedere Gerichtsbarkeit, auf dem Bischofstein befand sich auch ein Gefängnis. Im Jahr 1802 wurde Gericht gehalten vom Amtsvogt Kellner und Amtsrichter Löffler auf Schloß Bischofstein, auf dem Greifenstein und in Diedorf.
Folgende Amtsvögte sind bekannt:
- 1532–1561 Kunz Gutjahr[7]
- 1561–1575 Thomas Thombose[7]
- 1574–1617 Philipp Falk[7]
- 1617–1635 Johann Rabhun[7]
- 1635–1660 Petrus Jodoci[7]
- 1661–1663 Johannes Jodoci[7]
- 1663–1675 Georg Wilhelm von Zwehl[7]
- 1675–1706 Urban Ignaz Glesener[7]
- 1708–1736 Karl Heinrich Helm[7]
- 1736–1749 Johann Anselm Helm[7]
- 1750–1764 Anselm Daniel Hartung[7]
- 1765–1777 Georg Franz Heiland[7]

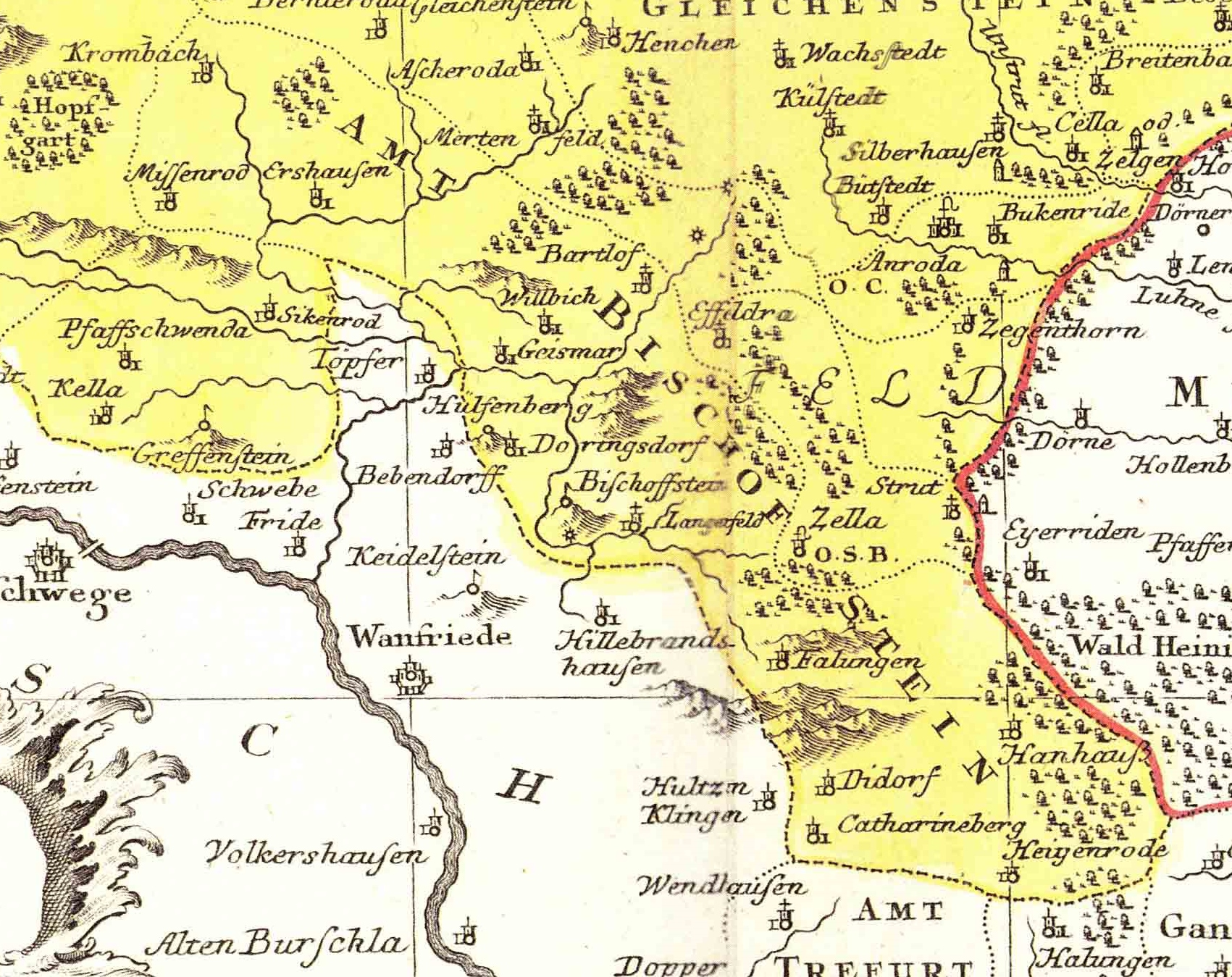
Das kurmainzische Amt Bischofstein im Jahr 1759

- 1778–1779 Friedrich Gottfried Gerhardi[7]
- 1781–1793 Ferdinand Holzborn[7]
- 1793–1807 Franz Christoph Kellner[7]

Die schriftliche Überlieferung des kurmainzischen Amtes Bischofstein-Greifenstein im Umfang von 1,35 laufenden Metern wird heute am Standort Wernigerode des Landesarchivs Sachsen-Anhalt verwaltet. Sie umfasst Archivgut aus dem Zeitraum 1668 bis 1817.

## Bekannte Schüler
- Klaus Hashagen (1924–1998), Komponist

## FDGB-Heim Bischofstein

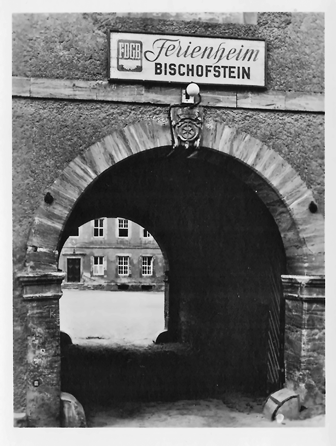
FDGB-Erholungsheim "Bischofstein" im Jahr 1958

Nach Schließung der Fachschule für Russisch-Lehrer wurde im Jahr 1948 ein FDGB_Heim der Lehrergewerkschaft im Schloss eröffnet. Mit Errichtung der Sperrzone an der Innerdeutschen Grenze 1952 konnten nur noch Gäste mit Passierschein im Heim aufgenommen werden. Darüber hinaus war die Umgebung von Lengenfeld bei Wanderungen nur noch eingeschränkt erreichbar. Nach anfänglich nur 50 Feriengästen je zweiwöchigem Durchgang, konnten im Jahr 1979 etwa 170 Urlauber betreut werden. Den Urlaubern standen eine Bibliothek, Lese- und Klub- und Fernsehräume zur Verfügung. Zur sportlichen Unterhaltung gab es eine Turnhalle mit Tischtennisplatten, einen Volleyballplatz, eine Kegelbahn, im Winter standen Ski und Schlitten zur Ausleihe zur Verfügung.
Da der Bahnhof Lengenfeld unterm Stein auf der gegenüber liegenden Talseite lag, wurde beim Schloss eine Bedarfshaltestelle für an- und abreisenden Urlauber eingerichtet. Der Gewerkschaftsbund der DDR brachte 1985 hier auch seine Bezirksschule „Käthe Kollwitz“ unter. Mit dem Ende der DDR wurde auch das Ferienheim geschlossen.